# Lakeside (Oregón)
Lakeside es una ciudad ubicada en el condado de Coos en el estado estadounidense de Oregón. En el año 2000 tenía una población de 1.371 habitantes y una densidad poblacional de 267.3 personas por km².

## Geografía
Lakeside se encuentra ubicada en las coordenadas 43°34′44″N 124°10′28″O / 43.57889, -124.17444.

## Demografía
Según la Oficina del Censo en 2000 los ingresos medios por hogar en la localidad eran de $25,781, y los ingresos medios por familia eran $34,688. Los hombres tenían unos ingresos medios de $31,364 frente a los $20,568 para las mujeres. La renta per cápita para la localidad era de $16,702. Alrededor del 15.2% de la población estaban por debajo del umbral de pobreza.